# Unciaal 064
Unciaal 064 (Gregory-Aland), ε 10 (von Soden), is een van de Bijbelse handschriften. Het dateert uit de 6e eeuw en is geschreven met hoofdletters (uncialen) op perkament.

## Beschrijving
Het bevat de tekst van de Evangelie volgens Matteüs 25,15—Evangelie volgens Marcus 5,20. De gehele Codex bestaat uit 16 bladen (28 x 21 cm) en werd geschreven in twee kolommen per pagina, 25 regels per pagina. Het is een palimpsest, de bovenste tekst is Syrisch.

## Tekst
De Codex is een representant van het Byzantijnse tekst-type, Kurt Aland plaatste de codex in Categorie V.

## Geschiedenis
Het handschrift bevindt zich in de Verdansky Nat. Libr. of Ukraine (Petrov 17), in de Katharinaklooster (Harris 10), en in de Russische Nationale Bibliotheek (Gr. 276).